# Long Island (Papua-Nova Guiné)
Long Island é uma ilha vulcânica localizada no norte de Papua-Nova Guiné. Está separado da ilha da Nova Guiné pelo estreito de Vitiaz.

## História
O primeiro avistamento dos europeus de Long Island foi feito pelo navegador espanhol Íñigo Ortiz de Retes em 12 de agosto de 1545, quando a bordo do carraca San Juan tentou retornar de Tidore para Nova Espanha.
Long Island foi cartografada em 1643 por Abel Tasman, mas ele confundiu com uma parte do continente da Nova Guiné.